# Glomeroides pellucidus
Glomeroides pellucidus är en mångfotingart som beskrevs av Shear 1973. Glomeroides pellucidus ingår i släktet Glomeroides och familjen klotdubbelfotingar. Inga underarter finns listade i Catalogue of Life.